# Victor Jopp
Victor Wilfrid Jopp, född 25 juni 1887 i Kanada, död 25 juni 1965, var en professionell kanadensisk ishockeyspelare. Han spelade för Toronto Blueshirts av National Hockey Association, han var med under en match för Blueshirts i 1912-1913 säsongen. Samma säsong spelade han även för Halifax Crescents, och Sydney Millionares. Han spelade i Halifax en gång till under 1913-1914 säsongen. Innan det spelade han i Saskatchewan Senior Hockey League för Moosomins lag, hans hemstad från omkring 1906 till 1910.